# Jiří Hainý
Jiří Hainý (9. prosince 1927, Praha - 5. září 2021, Roudnice nad Labem) byl československý hokejový útočník. Jeho bratrem byl hokejový reprezentant Přemysl Hainý.

## Hráčská kariéra
Za reprezentaci Československa nastoupil ve 2 utkáních 6. a 7. března 1949 proti Rakousku v Praze a Českých Budějovicích, ve kterých dal 1 gól. Za žáky a dorost hrál v HC Slavia Praha, v lize hrál za LTC Praha (1948–1950), ATK Praha (1950–1952) a Tatra Smíchov ( 1952- 1958?)